# 興和路

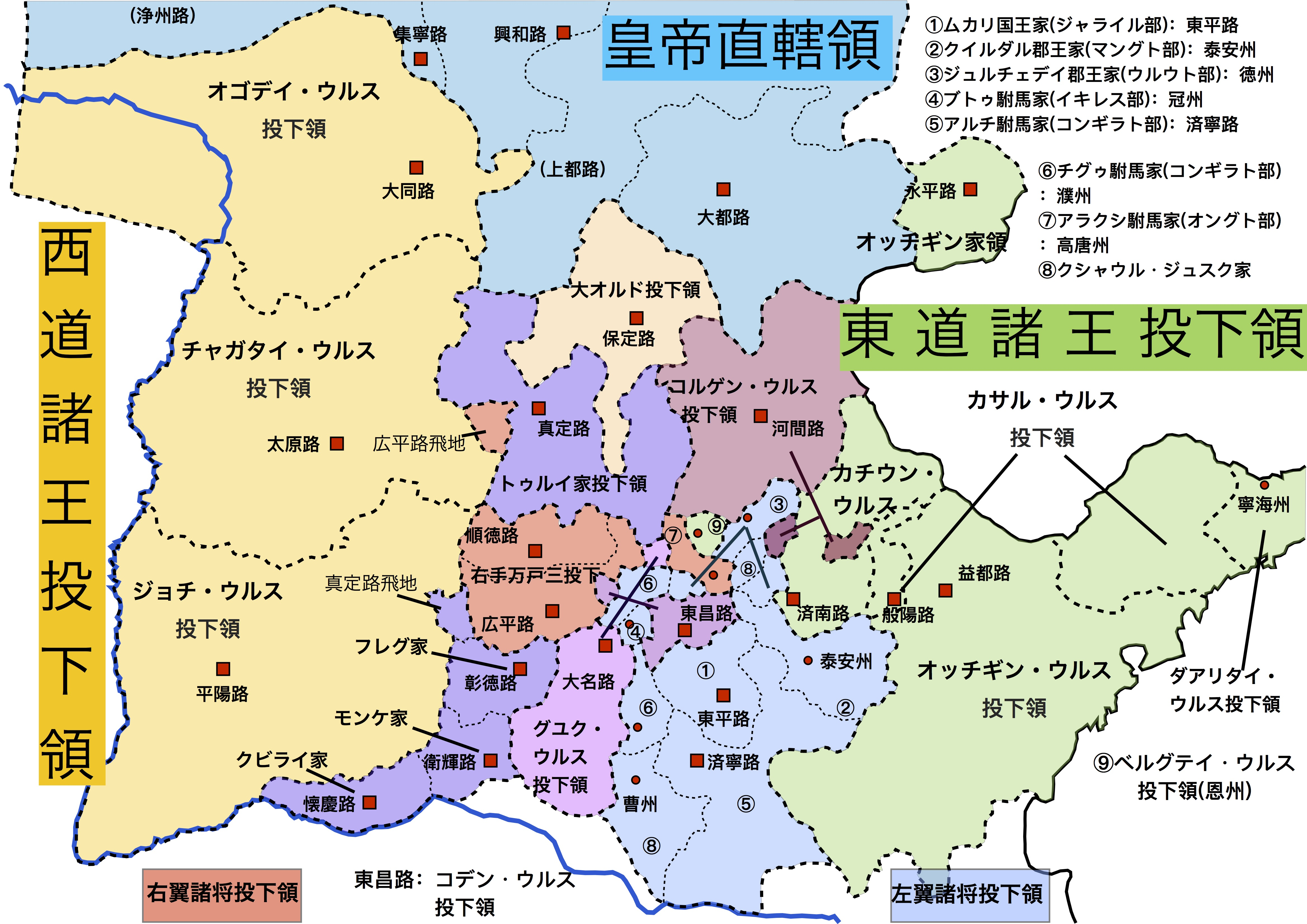
モンゴル時代の華北投下領。興和路は上部中央に位置する。

興和路（こうわろ）は、中国にかつて存在した路。モンゴル帝国および大元ウルスの時代に現在の河北省張家口市の北西一帯に設置された。
元代初期から中期に至るまでは隆興路という名称であったが、ブヤント・カアン（仁宗アユルバルワダ）即位直後の1312年に興和路に改名された。

## 歴史
唐代の新州を前身とする。936年（天顕11年）、遼により奉聖州と改称された。元初には宣徳府が管轄する地域であったが、1262年（中統3年）に撫州（遼・金代の行政区画）を昇格する形で隆興府が設置された（この時点で「路」が設置されたとする地理志の記述は誤り）。隆興府は高原県・懐安県・天成県・威寧県を管轄し、隆興府設置の翌月には行宮が建設された。その後、1267年（至元4年）に上都路から分離する形で「路」に昇格となり、元代初期には「隆興路」の名で知られるようになった。
1307年（大徳11年）にクルク・カアン（武宗カイシャン）が即位すると、クルク・カアンはそれまでの上都（夏営地）・大都（冬営地）に加えて、中都を隆興路の地に建設することを決定した。1308年（至大元年）、オングチャドの地にて行宮が完成すると、中都留守司が新設されて隆興路は事実上廃止となった。ところが、1311年（至大4年）にクルク・カアンが急死して弟のブヤント・カアンが即位すると、ブヤント・カアンは先帝の側近を粛正してその政策を尽く否定し、その一環として中都の建設も取りやめとなった。1312年（皇慶元年）には「隆興路」は「興和路」と名を改められ、以後この地は興和路の名で知られるようになった。
朱元璋が明朝を建国すると、李文忠率いる遠征軍によって興和路は陥落し、興和衛が設置された。

## 管轄県
興和路には4県、1州が設置されていた。

### 4県
- 高原県
- 懐安県
- 天成県
- 威寧県[9]

### 1州
- 宝昌州[10]